# Placida verticilata
Placida verticilata is een slakkensoort uit de familie van de Limapontiidae. De wetenschappelijke naam van de soort is voor het eerst geldig gepubliceerd in 1981 door Ortea.